# Barje (okręg pczyński)
Barje (cyr. Барје) – wieś w Serbii, w okręgu pczyńskim, w gminie Bosilegrad. W 2011 roku liczyła 11 mieszkańców.